# L'Homme qui vendit son âme au diable

L'Homme qui vendit son âme au diable est un film muet français réalisé par Pierre Caron, sorti en 1921.
Le film a été tourné en 1920, mais n'est sorti en France qu'en 1921, et aux Etats-Unis en 1926. Il a fait l'objet d'un remake en France en 1943 sous le titre L'Homme qui vendit son âme.

## Synopsis
Un homme passe un contrat avec le diable.

## Fiche technique
- Titre : L'Homme qui vendit son âme au diable
- Réalisation : Pierre Caron
- Scénario : d'après un roman de Pierre Veber
- Photographie : Andre A. Dantan
- Société de production : Pierre Caron Productions Inc.
- Société de distribution : Pathé Consortium Cinéma[2]
- Pays de production :  France
- Langue : film muet avec les intertitres  en français
- Format : Noir et blanc — 35 mm — 1,33:1 — Muet
- Métrage : 1 645 mètres
- Genre : Film dramatique
- Durée : 54 minutes et 50 secondes
- Numéro de catalogue Pathé : 8679
- Dates de sortie :
  - France : 21 janvier 1921
  - États-Unis : 1926

## Distribution
- Charles Dullin : le Diable
- Jean-David Évremond : Martial Bienvenu
- Francis Halma
- Marcel Bloch
- Gladys Rolland
- Yvonne Fursey
- Lucy Archer
- Yvonne Marescot
- Hietta Stella

## Note critique
« C'est un bon film sans aucune ambition artistique, mais avec un soin, un effort de vrai et de vivant et une recherche du mouvement cinégraphique qui mérite, appelle, exige le succès. »- (Louis Delluc, in Paris-Midi, 28 janvier 1921)